# تساغكاوفيت (آراغاتسوتن)
مدينة تساغكاوفيت (بالإنجليزية: Tsaghkahovit)‏ هي إحدى المدن التابعة لمقاطعة آراغاتسوتن في أرمينيا. يقدر عدد سكانها بـ 2213 نسمة حسب الإحصاء الذي جرى عام 2011.